# La conversa (pel·lícula)
La conversa (títol original en anglès: The Conversation) és una pel·lícula americana dirigida per Francis Ford Coppola, estrenada el 1974 i doblada al català.

## Argument
Harry Caul és un especialista en vigilancies és contractat per seguir una parella i gravar les seves converses. Una vegada ha complert la seva missió, descobreix escoltant la seva gravació que la conversa és codificada.

## Repartiment
- Gene Hackman: Harry Caul
- John Cazale: Stan
- Allen Garfield: William P. 'Bernie' Moran
- Frederic Forrest: Mark
- Cindy Williams: Ann
- Michael Higgins: Paul
- Elizabeth MacRae: Meredith
- Teri Garr: Amy Fredericks
- Harrison Ford: Martin Stett
- Mark Wheeler: el recepcionista
- Robert Shields: el mim
- Phoebe Alexander: Lurleen
- Robert Duvall: M.C.

## Al voltant de la pel·lícula
- El rodatge va començar el 26 de novembre de 1972 i va tenir lloc a San Francisco.
- Destacar una petita aparició de Robert Duvall al paper del director que contracta Harry Caul.
- Gian-Carlo Coppola, el fill del cineasta que llavors tenia 12 anys, apareix a l'escena de l'església.
- El cap operador Haskell Wexler va ser reemplaçat per Bill Butler per causa de divergències artístiques.

## Banda original
- Sophisticated Lady, composta per Duke Ellington
- Bill Bailey Won't You Please Come Home, interpretada per Hughie Cannon
- When the Red Red Robin Comes Bob Bob Bobbin' Along, interpretada per Harry M. Woods
- When I Take My Sugar To Tea, composta per Sammy Fain
- To Each His Own, composta per Jay Livingston
- Out of Nowhere, composta per Johnny Green
- I Remember You, composta per Victor Schertzinger
- Take Five, interpretada per Paul Desmond

## Premis i nominacions

### Premis
- Palma d'Or i premi del jurat ecumenic al Festival Internacional de Cinema de Canes 1974.
- Millor pel·lícula de llengua anglesa, millor director i millor actor per Gene Hackman, per la National Board of Review el 1974.
- Millor muntatge i millor banda original, als BAFTA el 1975.

### Nominacions
- Oscar a la millor pel·lícula (Francis Ford Coppola)[4]
- Oscar al millor guió original (Francis Ford Coppola)[4]
- Oscar al millor so (Art Rochester)[4]
- Millor director, millor guió i millor actor per Gene Hackman, als BAFTA.
- Globus d'Or a la millor pel·lícula dramàtica
- Globus d'Or al millor director
- Globus d'Or al millor guió
- Globus d'Or al millor actor dramàtic per Gene Hackman.